# Hernán Levy
Hernán Alberto Levy Arensburg (n. Traiguén) es un ingeniero y empresario chileno de origen judío, expresidente de Colo-Colo.

## Biografía
Estudió en la Facultad de Ciencias Físicas y Matemáticas de la Universidad de Chile, desde donde egresó como ingeniero civil industrial en 1973. Posteriormente realizó estudios en comercio exterior en la Universidad de las Naciones Unidas (Tokio, Japón), el Executive Program del Instituto Tecnológico de Massachusetts (MIT) y el Programa de Alta Dirección de Empresas (PADE) de la Universidad de Los Andes.
Su carrera empresarial se ha dirigido principalmente hacia el rubro de la construcción. Es presidente de Cerámica Santiago S.A., empresa fundada en 1917 por su abuelo, Ricardo Levy. También integra el directorio de Tecnología en Yeso Santiago S.A. y fue vicepresidente y director de la Cámara Chilena de la Construcción. En el área salud, fue vicepresidente de Consalud y Megasalud.
El 24 de agosto de 2010 Levy adquirió el 24,5% del paquete accionario de Blanco y Negro S.A., sociedad anónima controladora del club de fútbol Colo-Colo, acciones que hasta ese momento pertenecían a Gabriel Ruiz-Tagle, quien ese mismo año había asumido como subsecretario del Deporte. De esa manera Levy se convirtió en el accionista individual con mayor participación en la sociedad. Tras la renuncia de Guillermo Mackenna a la presidencia de Colo-Colo, Levy asumió dicho cargo en marzo de 2011. Luego de un año exacto como presidente del club albo, renunció el 14 de marzo de 2012.

## Vida personal
Es familiar indirecto —consuegro— del presidente de la República, Sebastián Piñera, puesto que su hijo Ricardo está casado con Cecilia Piñera Morel.